# Brójce (województwo łódzkie)
Brójce – wieś w Polsce położona w województwie łódzkim, w powiecie łódzkim wschodnim, w gminie Brójce.
Wieś ma charakter wielodrożnicy: do właściwych Brójec usytuowanych wzdłuż drogi wojewódzkiej nr 714 włączono jednorzędową dawną wieś Józefów położoną wzdłuż drogi do Wygody.
Pierwsze wzmianki o Brójcach jako folwarku pochodzą z 1550 roku, a nazwa wsi pochodzi od brodu na dawnej rzece.
Prywatna wieś duchowna Brojce położona była w drugiej połowie XVI wieku w powiecie piotrkowskim województwa sieradzkiego, własność krakowskiej kapituły katedralnej.
W latach 1954–1972 wieś należała i była siedzibą władz gromady Brójce. W latach 1975–1998 miejscowość administracyjnie należała do ówczesnego województwa łódzkiego.
Miejscowość jest siedzibą gminy Brójce.